# Eurico dos Santos Veloso
Eurico dos Santos Veloso (ur. 13 kwietnia 1933 w Sanandira, zm. 30 września 2023 w Juiz de Fora) – brazylijski duchowny katolicki, arcybiskup metropolita Juiz de Fora w latach 2002-2009.

## Życiorys
W 1956 wstąpił do Wyższego Seminarium Duchownego w São José. Święcenia kapłańskie przyjął 22 września 1962 i został inkardynowany do archidiecezji Juiz de Fora. Był m.in. kapelanem szpitalnym, prefektem niższego seminarium, członkiem diecezjalnej Rady Kapłańskiej oraz wikariuszem generalnym archidiecezji.

### Episkopat
12 marca 1987 został mianowany przez papieża Jana Pawła II biskupem pomocniczym archidiecezji Juiz de Fora ze stolicą tytularną Selia. Sakry biskupiej udzielił mu 5 lipca tegoż roku ówczesny ordynariusz tejże archidiecezji, abp Juvenal Roriz. W latach 1990–1991, po rezygnacji abp. Roriza, był tymczasowym administratorem archidiecezji.
22 maja 1991 został mianowany biskupem koadiutorem diecezji Luz. Rządy w diecezji objął 18 maja 1994.
28 listopada 2001 został prekonizowany arcybiskupem metropolitą Juiz de Fora. W lutym 2002 objął kanonicznie urząd.
28 stycznia 2009 przeszedł na emeryturę.